# Judiceratops
Judiceratops là một chi khủng long, được Longrich mô tả khoa học năm 2013.